# Крекінг-установка в Рабіг
Крекінг-установка в Рабіг – складова нафтопереробного та нафтохімічного комплексу компанії Rabigh Refining and Petrochemical Company (Petro Rabigh, спільне підприємство Saudi Aramco та японського концерну Sumitomo), розташоване в районі червономорського портового міста Рабіг.
Введена в експлуатацію у 2009 році установка парового крекінгу в Рабіг первісно мала потужність по етилену на рівні 1,3 млн тонн на рік. Втім, вже у другій половині наступного десятиліття цей показник довели до 1,6 млн тонн, що потребувало збільшення поставок сировини для піролізу – етану – з 2,7 до 3,5 млн м3 на добу.
Отриманий етилен спрямовують на виробництво лінійного поліетилену низької щільності (600 тисяч тонн), поліетилену високої щільності (300 тисяч тонн) та етиленгліколю (600 тисяч тонн). Крім того, шляхом димеризації з етилену продукують 50 тисяч тонн 1-бутену (використовується як кополімер). В межах модернізації у другій половині 2010-х запустили лінії поліетилену низької щільності (160 тисяч тонн), етиленпропілендієнового каучуку (EPDM, 75 тисяч тонн), а також установку метатези олефінів, яка дозволяє шляхом реакції етилену та бутену продукувати 250 тисяч тонн пропілену. Останній зокрема був необхідний новому заводу фенолу та ацетону (250 і 150 тисяч тонн відповідно).
Можливо також відзначити, що у складі комплексу діє потужне виробництво поліпропілену, котре живить установка каталітичного крекінгу НПЗ Рабіг.